# Henriëtte Roland Holstlaan
De Henriëtte Roland Holstlaan in Almelo is de zuidelijke invalsweg in Almelo vanaf de A35. De weg is vernoemd naar de Nederlandse dichter en socialiste Henriëtte Roland Holst.
Het eerste deel van de Henriëtte Roland Holstlaan vormt een relatief drukke verbindingsweg tussen de ring Almelo en de A35 en is onderdeel van de N349. In Almelo sluit de N741 op deze laan aan. Aan deze laan liggen bedrijfsterreinen. Dit gedeelte is vierstrooks met gescheiden rijbanen en heeft een maximumsnelheid van 70 km/h (aanvankelijk 80 km/h, maar nadien verlaagd). Na het passeren, richting centrum, van de ringweg, wordt de weg tweestrooks (zij het nog steeds met gescheiden rijbanen) met een maximumsnelheid van 50 km/h. Dit tweede deel is na het gereedkomen van de ring een stuk rustiger, doorkruist woonwijken, en eindigt uiteindelijk bij de Schoolstraat.